# Titanic: Honor and Glory
Titanic: Honor and Glory est un jeu vidéo en cours de développement dans lequel le joueur incarnera un jeune étudiant accusé de plusieurs crimes : celui-ci devra alors s'enfuir sur le Titanic (qui deviendra connu pour son funeste naufrage) car il sait que les vrais criminels y ont embarqué et qu'il pourra ainsi prouver son innocence en les démasquant. Le jeu présentera également le célèbre paquebot, de l'intérieur et en intégralité, au moyen d'un mode visite : cette reconstitution est annoncée comme étant la plus complète et la plus fidèle du navire jamais réalisée. Les développeurs ont également l'ambition assumée de saluer la mémoire des personnes qui étaient présentes sur le navire.

## Scénario

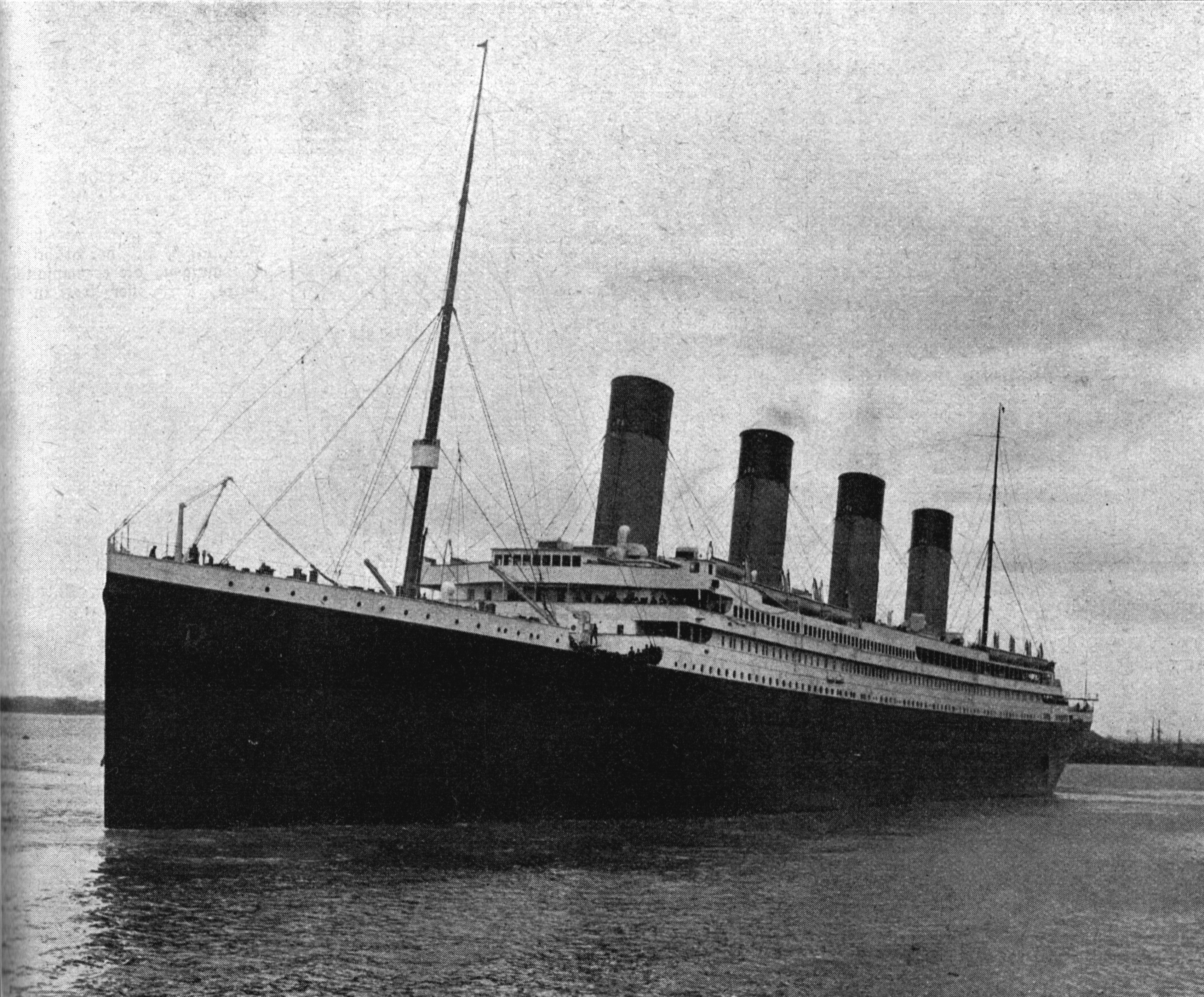
Le RMS Titanic.

Owen Robert Morgan (né en 1888 aux États-Unis) est un étudiant de 23 ans tout juste diplômé de l'Université d'Oxford et vivant en Angleterre. Lorsqu'il se voit accusé de plusieurs crimes qu'il n'a pas commis, il est contraint de fuir sur le Titanic où se trouvent les vrais criminels : les démasquer lui permettrait de laver son honneur. Owen commence sa traversée en tant qu'homme d'équipage, puis s'achète une cabine en première classe lorsqu'il a gagné assez d'argent. Le naufrage du navire (qui se déroule en temps réel) va alors contrecarrer ses plans et il va devoir lutter pour sa survie,.

### Modes de jeu
Outre le "mode histoire" (story mode), faisant office de trame principale et de fil conducteur pour le jeu, trois autres modes ont été annoncés mais seul le premier d'entre eux a été confirmé,. Le "mode visite" (tour mode) permettrait de visiter le navire dans son intégralité et avec tous ses détails, sans qu'aucune porte ne soit verrouillée et qu'aucun obstacle ne se dresse sur le chemin du joueur. Le "mode simulation" (simulator mode) permettrait de faire naviguer le Titanic sur l'océan dans des conditions variées de navigation, à la manière du jeu Ship Simulator : il est à noter que l'équipe de développement a manifesté son souhait, si les moyens financiers le permettent, de pouvoir contrôler également l'Olympic (sister-ship du Titanic), le Nomadic (transbordeur du Titanic à Cherbourg) et le Carpathia (navire qui a secouru les rescapés du naufrage du Titanic). Le "mode multijoueur" (Multiplayer Mode), quant à lui, permettrait de vivre la traversée ou le naufrage à plusieurs sans avoir de but précis.

## Histoire

### Genèse
L'histoire du jeu commence en 2008, alors que le projet qui lui donnera naissance se nomme encore Titanic: Lost in the Darkness. Cinq personnes travaillent sur ce qui n'est alors qu'un mod du jeu Crysis 2 élaboré avec la technologie CryEngine puis CryEngine 2.
Fin 2012, l'équipe de développement du projet Titanic: Lost in the Darkness éclate et le projet est abandonné. Les deux principaux modélisateurs se joignent au scénariste afin de faire redémarrer le projet sous un nouveau nom : il s'agit de Titanic: Honor and Glory. Ce projet est mené par un groupe baptisé Four Funnels Entertainment, qui dépend d'une société à responsabilité limitée, la Vintage Digital Revival LLC, basée à Orlando (Floride).

### Évolution et financement

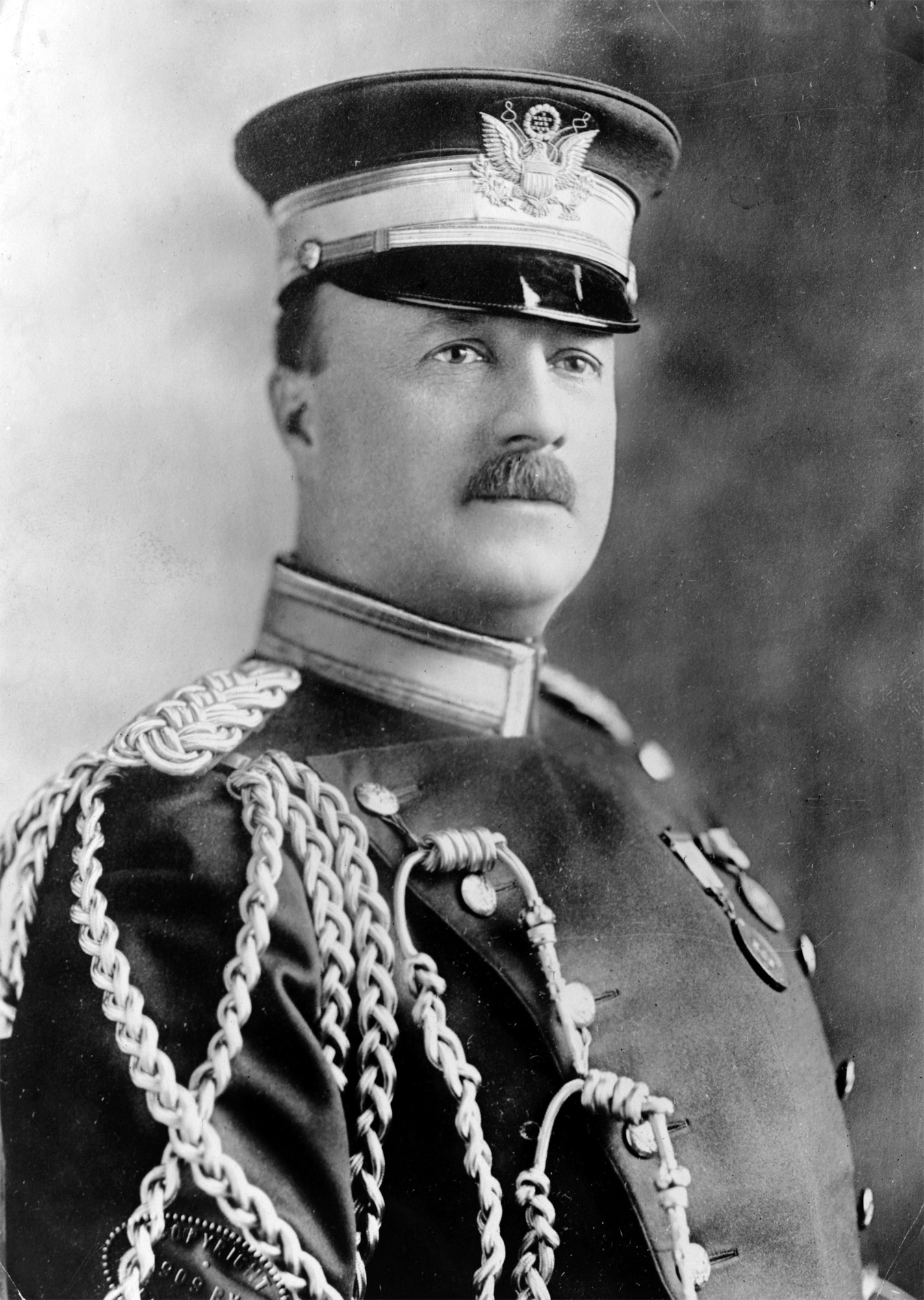
Le Major Archibald Willingham Butt.

Le projet, qui reste amateur malgré la grande passion qu'a l'équipe pour l'infortuné navire, prend alors une tournure plus régulière et se fait davantage connaître : la majeure partie des lieux de première classe est recréée, une communication régulière est effectuée, des campagnes de dons sont menées, des courts-métrages et des événements réels portant sur l'univers du Titanic (l'opérateur radio Jack Phillips, l'architecte Thomas Andrews...) sont réalisés.
Plusieurs membres issus de pays variés (Canada, Espagne, France...) sont recrutés au fur et à mesure afin d'aider les développeurs, que ce soit pour les tableaux, la musique, les textures... Plusieurs historiens du Titanic, unanimement reconnus comme étant des sommités dans leur domaine, participent également au projet en tant que consultants : c'est le cas par exemple de Parks Stephenson, Ken Marschall, ou encore Bill Sauder. Ces deux derniers avaient d'ailleurs participé à la réalisation du film Titanic de James Cameron. Le jeu ayant pour thème un événement historique à la portée tragique, la participation de certains descendants de passagers et membres d'équipage, comme Douglas Willingham (cousin éloigné d'Archibald Butt, passager de première classe mort lors de la catastrophe), permet d'assurer la moralité du projet et de promouvoir le devoir de mémoire en honorant le nom et l'histoire de toutes les personnes qui ont été présentes sur le navire.
Le financement du projet s'est fait, au départ, sur les fonds personnels de l'équipe de développement (pour la première phase de développement), qui s'est ensuite tournée de plus en plus vers le financement participatif (pour les deux phases suivantes), au moyen de la plate-forme Indiegogo. Le financement de la deuxième phase de développement en 2013 est un succès : en 30 jours, près de 300 personnes fournissent les 20 000 $ demandés. Le financement de la troisième phase en 2015 est plus mitigé : en 2 mois, plus de 1000 personnes fournissent près de 60 000 $ sur les 250 000 $ demandés ; mais les conditions d'utilisation de la plate-forme permettent de récolter la somme même si l'objectif n'est pas atteint, moyennant le prélèvement d'une taxe.

### Activités

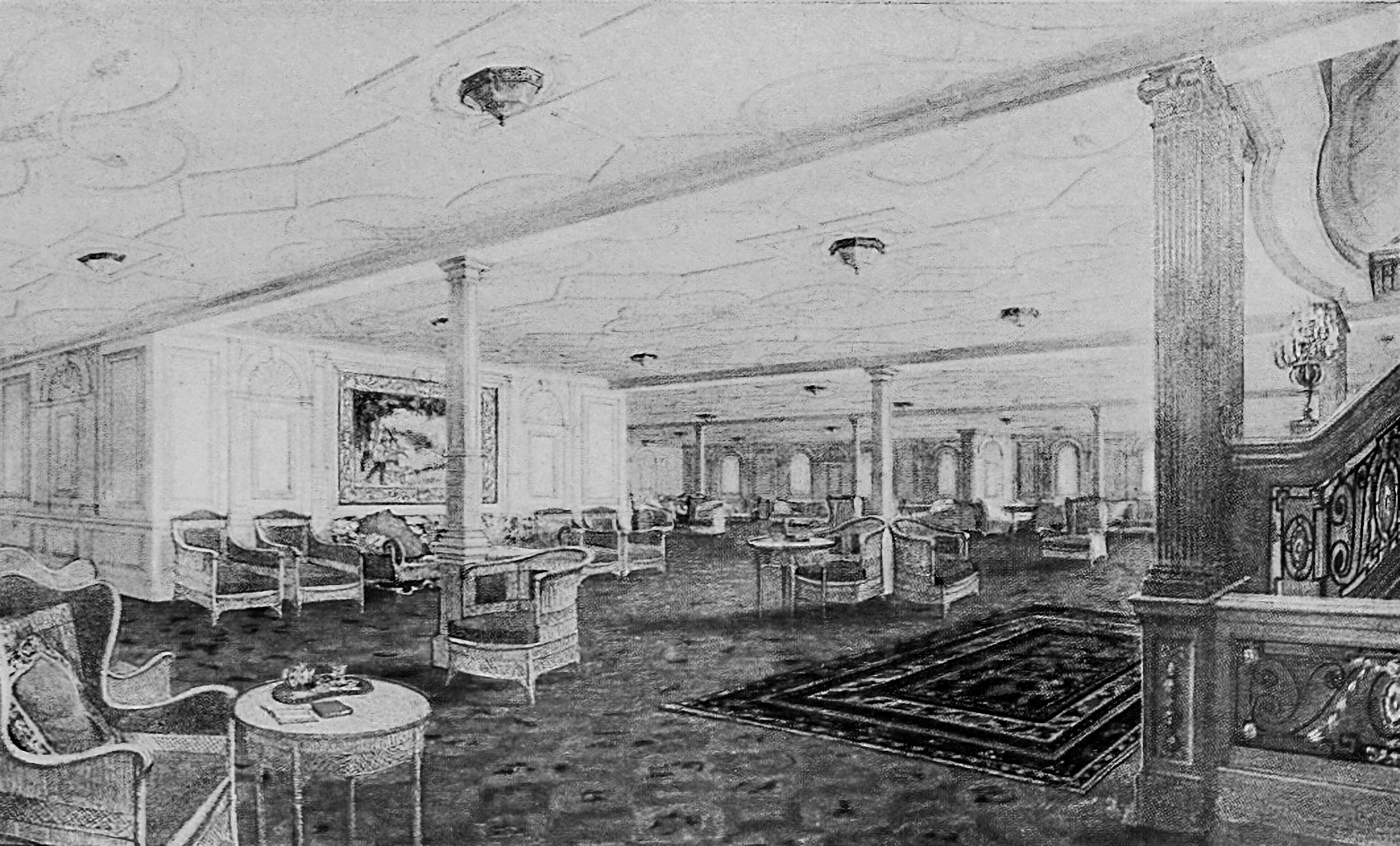
Le salon de réception du Pont D.

L'équipe de développement, qui cherche des investisseurs afin de moins dépendre du financement participatif, réalise sa première revue de presse durant l'été 2014. Elle se fait ensuite connaître de la communauté Steam en publiant une fiche du projet sur le Steam Greenlight, et annonce ensuite son abandon du moteur 3D CryEngine 3 (développé par Crytek) au profit d'Unreal Engine 4 (développé par Epic Games) afin d'améliorer les performances et le rendu de la modélisation 3D,,,,, mais aussi de mieux gérer la physique de l'eau avec le système de particules.
À l'occasion de la campagne de financement de la troisième phase de développement en 2015, qui coïncide avec le 103e anniversaire du naufrage du Titanic, l'équipe met en ligne une série de podcasts réguliers visant à répondre aux questions du public ; ainsi que plusieurs vidéos très commentées par la presse spécialisée,, mais aussi généraliste et internationale,,,,,, ainsi que par le public, parmi lesquelles une visite virtuelle de plusieurs salles emblématiques du navire,, une première modélisation de l'inondation du salon de réception de première classe au cours du naufrage,,, et le teaser officiel du futur jeu. Une première démo officielle est proposée au téléchargement une semaine avant l'anniversaire : celle-ci est disponible sur Windows et Mac OS et permet de visiter plusieurs lieux se trouvant aux Ponts D, E, et F (salon de réception de première classe, salle à manger de première classe, cabines de première classe, Scotland Road (la coursive principale de l'équipage), bains turcs, salle à manger de troisième classe). L'équipe en profite pour annoncer publiquement une découverte historique relative aux fenêtres se trouvant entre le salon de réception de première classe et la salle à manger de première classe : la disposition et la forme de ces fenêtres étaient restées totalement inconnues depuis plus d'un siècle, même du très détaillé Titanic: The Ship Magnificient de Bruce Beveridge.

## Développement

### Fiche technique
- Direction : Thomas Lynskey[54]
- Scénario : Thomas Lynskey[54]
- Modélisation des décors internes : Matthew DeWinkeleer[54]
- Modélisation des décors externes : Kyle Hudak[54]
- Musique : Anthony Casalena[17]
- Textures : Nicolas Murgia[17]
- Peintures : Matthew Chapman[17]
- Lumières : Sean Hewitt[17]
- Société de production : Four Funnels Entertainment[7]
- Pays d'origine :  États-Unis[7]
- Langue : Anglais

### Toponymie

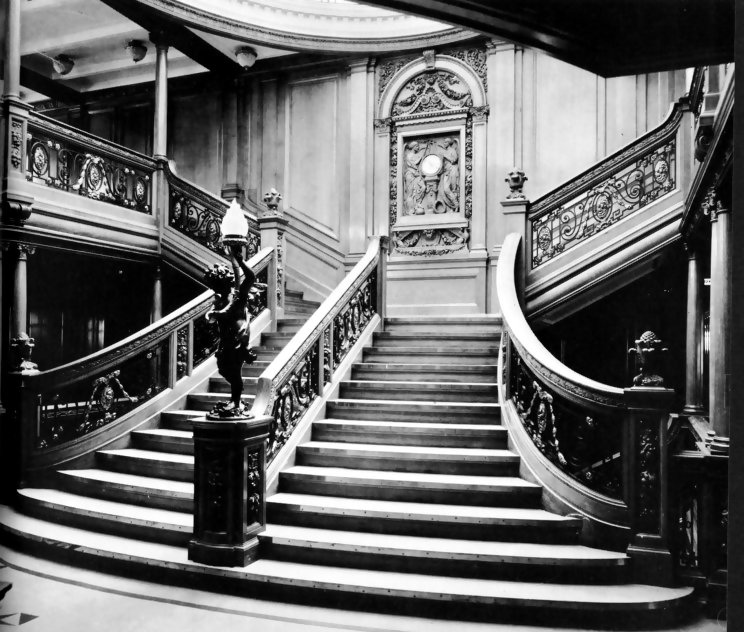
Le Grand Escalier, et son horloge en arrière-plan.

Le nom du projet a été choisi en référence à l'horloge de bois sculpté du Grand Escalier du Titanic représentant une allégorie : "L'Honneur et la Gloire couronnant le Temps" (Honour and Glory Crowning Time). La variante américaine Honor a été préférée à la version originale purement anglaise Honour car un projet utilisait déjà le nom Titanic - Honour and Glory et que l'équipe de développement (du moins les trois personnes menant le projet, connues sous l’appellation core team) est originaire d'Amérique du Nord et y vit actuellement. Le nom du groupe formé par l'équipe de développement, Four Funnel Entertainment, fait référence au fait que le Titanic fait partie de la petite dizaine de paquebots à avoir possédé quatre cheminées.

### Technologie

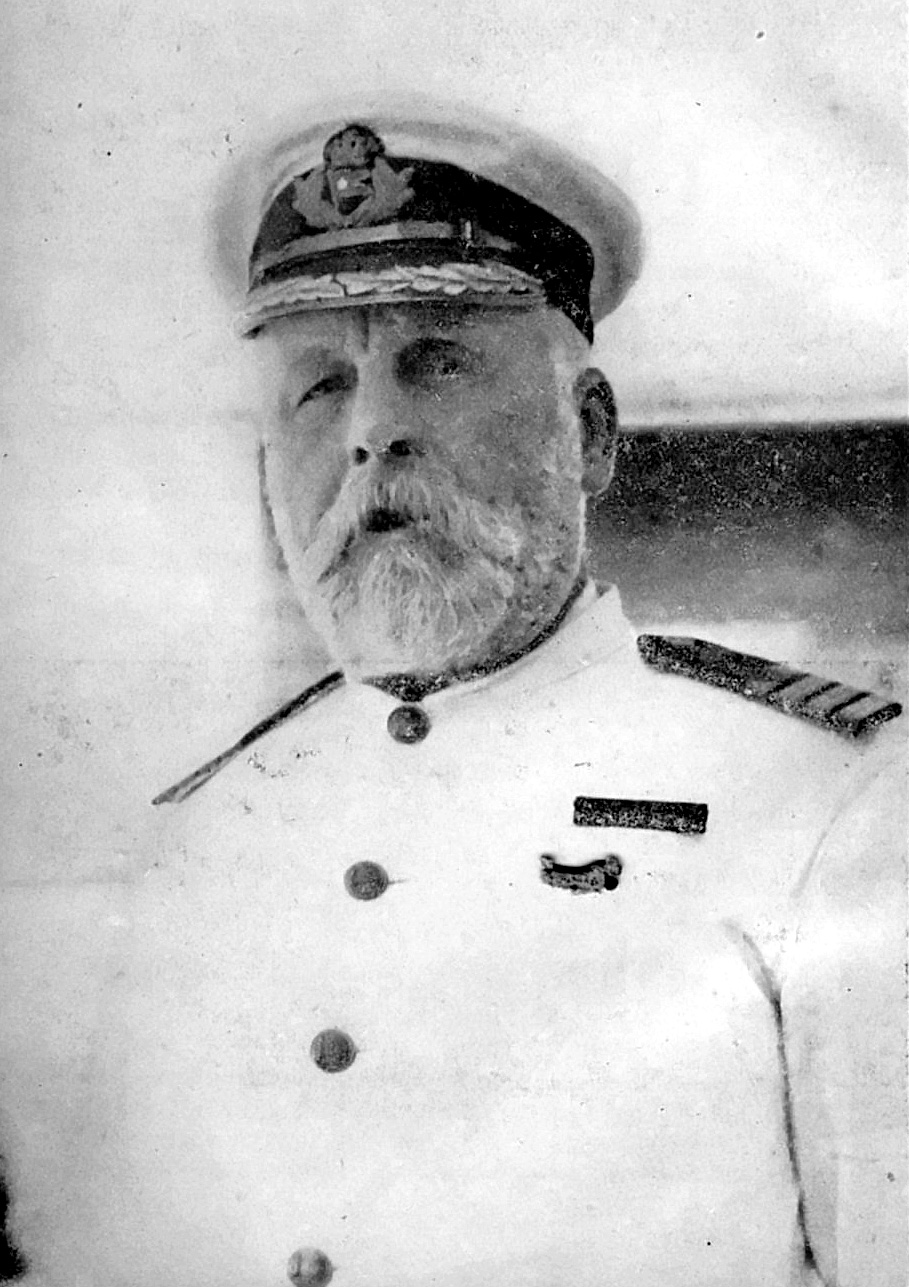
Le Capitaine Edward John Smith.

Le jeu étant conçu à la base pour Windows, la compatibilité du jeu avec Mac OS n'a pas été confirmée bien qu'elle soit souhaitée par l'équipe de développement : la démo est toutefois disponible conjointement pour ces deux systèmes d'exploitation . Le portage sur consoles de salon comme la Playstation 4 ou la Xbox One serait également envisagé, bien que non confirmé lui aussi. La compatibilité avec l'Oculus Rift a été pour sa part confirmée,.
Le moteur 3D utilisé par l'équipe de développement est le Unreal Engine 4, développé par Epic Games.

### Contenus additionnels

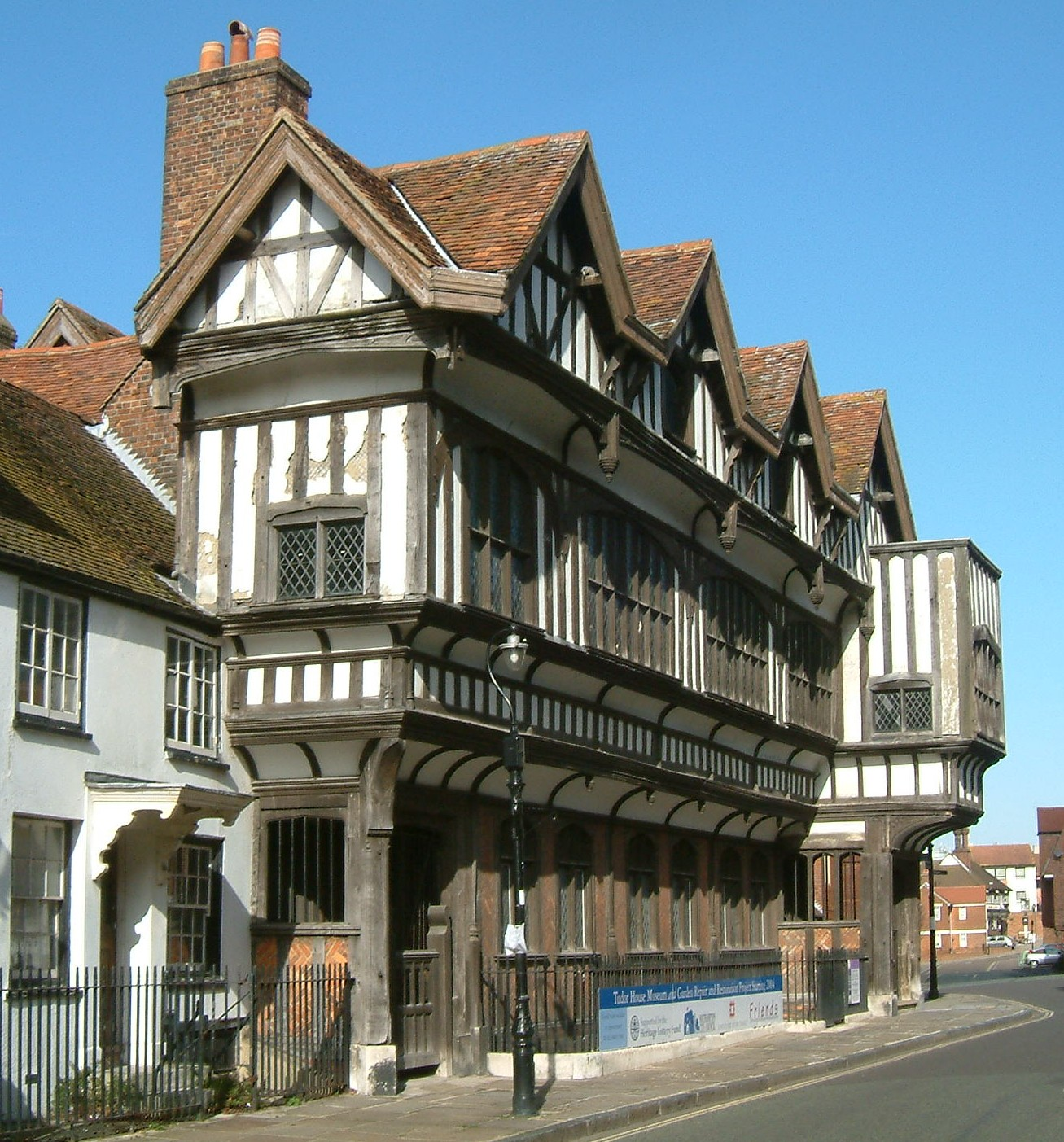
Maison ancienne de style Tudor dans le centre-ville de Southampton.

Outre la reconstitution du Titanic en lui-même, nombre de ses passagers et membres d'équipage les plus illustres seront reproduits (comme Edward Smith, Thomas Andrews, Joseph Bruce Ismay, John Jacob Astor...), mais aussi des personnalités moins connues (telles que Helen Churchill Candee, romancière et féministe, ou  Masabumi Hosono, unique passager japonais du navire),. L'équipe de développement a décidé de reconstituer également le centre historique de Southampton (y compris le pub The Grapes (en)), d'où est parti le paquebot pour sa traversée inaugurale,, tandis que la reconstitution de la rade de Cherbourg (avec le Nomadic), première escale du navire en France, a été envisagée, de même que le Pier 54, qui était le quai de la White Star Line et de la Cunard Line à New York. L'ambition d'apporter une vertu éducative au jeu est d'ailleurs assumée.
L'équipe de développement a l'intention de faire appel aux fans suivant le projet pour vocaliser les nombreux passagers et membres d'équipage qui seront reproduits ; les langues demandées étant : l'anglais (britannique, mais aussi avec accent américain, écossais, et irlandais), l'italien, le français, l'allemand, le suédois, le japonais, l'arabe, le chinois, et le russe.